# Chaetomitrium confertum
Chaetomitrium confertum là một loài Rêu trong họ Hookeriaceae. Loài này được Thwaites & Mitt. mô tả khoa học đầu tiên năm 1873.